# Шлемоголовый свистун
Шлемоголовый свистун, или шлемоголовая лягушка (лат. Calyptocephalella gayi) — вид бесхвостых земноводных из рода шлемоголовые свистуны семейства Calyptocephalellidae.
Единственный современный вид своего рода. Известны в нём и ископаемые виды: Calyptocephalella canqueli и C. sauzalensis из миоценовых и C. pichileufensis — из эоценовых отложений Аргентины.

## Описание
Шлемоголовый свистун — крупная лягушка с широкой головой и большим ртом. Самец в длину от морды до клоаки достигает до 15,5 см, самка — 32 см. Масса составляет 0,5–1 кг, исключительно крупные особи могут весить до 3 кг. Глаза маленькие, радужина бронзовая. Кожа с многочисленными бугорками. Пальцы задних лап наделены развитой плавательной перепонкой. Морда вытянутая, похожа на морду лягушки–голиафа. Туловище крепкое. Шлемоголовые свистуны могут иметь окраску желтого, коричневого или зеленого цвета. Зрелые особи чаще всего светло-зелёные, в то время как самые старые обычно серого цвета или имеют на туловище серые пятна. Окраска головастиков варьируется от оливково-коричневой до темной. Головастики крупные, их длина обычно превышает 10 см.

## Распространение
Вид обитает в центральных районах Чили, встречается также в западной и центральной частях Аргентины.

## Образ жизни
Предпочитает горную местность, берега ручьёв, небольших рек. Ведёт преимущественно водный образ жизни. Встречается на высоте до 1200 м над уровнем моря. Питается беспозвоночными, рыбой, птицами, мелкими грызунами и небольшими пресмыкающимися, другими земноводными.
Самка откладывает яйца в воде, в местах с обильной растительностью. Головастики этой лягушки большие, до 15 см в длину, по их величине шлемоголовая лягушка уступает лишь удивительной лягушке. Питаются растительной пищей. Их метаморфоз длится 2 года.